# イオン上田ショッピングセンター
イオン上田ショッピングセンター（イオンうえだショッピングセンター）は、長野県上田市に所在するショッピングセンターである。

## 概要
イオンリテールが開発・運営を行っているコミュニティ型ショッピングセンター（CSC）。総合スーパー（GMS）のイオンスタイル上田を核に63の専門店が並ぶ。
昭栄上田ショッピングセンターを建て替え、2004年（平成16年）8月1日に開業した。開業時点では、長野県内においてはイオンモール佐久平に次いで商業施設面積が広かった。
2005年（平成17年）12月に昭栄が売却したため、正式名称が昭栄上田ショッピングセンターではなくなった。
その後、2011年（平成23年）4月21日に上田駅を挟んで東北方向に約1キロメートルの場所にある上田市天神のJT上田工場跡地にアリオ上田が開業し、競合関係にある。
2019年（令和元年）11月に全面改装を行い、核店舗のイオン上田店はイオンスタイル上田に改称した。ショッピングセンター名としては改装後も引き続きイオン上田ショッピングセンターであり、大規模小売店舗立地法の届出や駐車場入口の看板などで使用されている。しかし、公式サイトや各種案内表示の表記では「イオンスタイル上田」の表記が多用されており、イオン上田ショッピングセンターの名称はあまり使用されていない。

## 沿革
- 1977年（昭和52年）8月 - ほていや百貨店がジャスコ株式会社（当時）と資本・業務提携[11]、ジャスコほていや上田店と改称。
- 1983年（昭和58年）7月 - ジャスコほていや上田店が上田市内海野町から常田の昭栄上田ショッピングセンターに移転し開業[12]。海野町の旧店舗は改装されてジャスコほていや中央店となる。
- 1994年（平成6年）6月 - ジャスコほていや上田店、ジャスコ上田店と改称（旧ジャスコ上田店）。
- 1999年（平成11年）- 海野町にあった旧店舗が閉店。後に解体され、跡地はマンション。
- 2003年（平成15年）8月20日 - （初代）昭栄上田ショッピングセンター建物の建て替えのため[4]、閉館[13]。
- 2004年（平成16年）8月1日 - 昭栄上田ショッピングセンターがオープンし、同ショッピングセンター内に（2代目）ジャスコ上田店が開店[1]。
- 2005年（平成17年）12月 - 昭栄が昭栄上田ショッピングセンターを売却[2]。
- 2006年（平成18年）11月1日 - 日本リテールファンド投資法人へ施設を売却。イオンが賃借して営業を続行。
- 2011年（平成23年）3月1日 - イオングループの総合スーパーをイオンに店名統一する[14]ことに伴い、核店舗の（2代目）ジャスコ上田店を「イオン上田店」に改称。
- 2019年（令和元年）11月 - 全館改装オープンに伴い、イオン上田店を「イオンスタイル上田」に改称[7]。
- 2025年（令和7年）2月頃 - イオンリート投資法人が土地建物を取得し、大規模改修を行う予定[15]。

## 主なテナント
- セリア（1階）
- 未来屋書店（1階）
- セカンドストリート（2階）

## フロア構成
| 階   | 南側                   | 北側                         |
| 屋上 |                        | 屋上駐車場                   |
| 4階  | 屋内駐車場             |                              |
| 3階  | 屋上駐車場             | 屋内駐車場                   |
| 2階  | 専門店                 | 衣料品・暮らしの品・子供用品 |
| 1階  | 専門店・ピロティ駐車場 | 食料品・化粧品・医薬品       |

## 新旧施設の比較
|              | 旧施設                       | 新施設                         |
| SC名         | 昭栄上田ショッピングセンター | イオン上田ショッピングセンター |
| 敷地面積     | 30,144m2                     | 30,144m2                       |
| 商業施設面積 | 11,506m2                     | 29,474m2                       |
| 専門店数     | 19店                         | 63店                           |
| 駐車台数     | 694台                        | 1,483台                        |

## 公共交通機関

### 鉄道
- しなの鉄道 上田駅

### 路線バス
- 千曲バス イオン上田前